# Občina Križevci
Občina Križevci je občina v Republiki Sloveniji, ki je dobila ime po največjem kraju v občini: Križevci pri Ljutomeru.
Občina leži sredi Murskega polja in ima dobrih 3.500 prebivalcev. Sosednje občine so Veržej, Ljutomer, Radenci ter Sv. Jurij.
V občini deluje Gasilska zveza, ki ima sedež v stari šoli v Logarovcih  pri hišni številki 22. Zveza Združuje 13 gasilskih društev. 
V občini deluje fara Sv. Križa, katera presega meje občine, saj sega v občino Ljutomer v naselja Šalinci, Krištanci in Grlavo. 
V Lukavcih v gradu je dom starejših občanov. V občini je tudi opekarna pod imenom Tondach, nekdaj Križevska opekarna. Izdelujejo predvsem strešno kritino. V Gajševcih je umetno akumulacijsko jezero na toku reke Ščavnice, na katerem so dostikrat ugodne razmere za surfanje.

## Naselja v občini
Berkovci, Berkovski Prelogi, Boreci, Bučečovci, Dobrava, Gajševci, Grabe pri Ljutomeru, Iljaševci, Ključarovci pri Ljutomeru, Kokoriči, Križevci pri Ljutomeru, Logarovci, Lukavci, Stara Nova vas, Vučja vas, Zasadi